# Thelma Walker
Thelma Doris Walker (née le 7 avril 1957)  est une femme politique britannique et députée de la circonscription électorale de Colne Valley  membre du parti travailliste, de élection générale de 2017 en battant le député conservateur sortant Jason McCartney à 2019.
Elle fait ses études à la Marple Hall Grammar School et à l'université métropolitaine de Manchester. Elle suit une formation d'enseignante et dirige deux écoles avant de devenir consultante indépendante.